# Ферьер, Адольф
Адольф Ферьер (фр. Adolphe Ferrière; 30 августа 1879, Женева — 16 июня 1960, Женева) — швейцарский педагог и публицист. Сын Фредерика Ферьера, одного из руководителей Международного комитета Красного креста.
В юности начал преподавательскую карьеру, но к 20 годам полностью оглох и был вынужден отказаться от практической педагогики. Начиная с 1899 года посетил экспериментальные школы в различных странах, накапливая опыт разных специалистов, связанный преимущественно с идеями активного обучения. С 1908 г. работал вместе со своей женой Изабель Бюньон (1885—1969), племянницей Огюста Фореля, помогавшей Ферьеру в связи с его глухотой.
К 1918 году сформулировал свои «Тридцать принципов, создающих новую школу» (фр. 30 points qui font une école nouvelle), в 1920 году опубликовал манифест «Преобразуем школу» (фр. Transformons l'école). В 1921 году выступил одним из инициаторов первой Конференции по новому образованию в Кале, на которой была создана Международная лига за новое образование, подготовил её программную хартию. Свои педагогические взгляды изложил, прежде всего, в многократно переиздававшейся книге «Активная школа» (фр. L'école active; 1922, восьмое издание 1972).
В поздние годы увлёкся вопросами применения астрологии в образовании, опубликовал значительное количество сочинений на эту тему. Выступал также со статьями и брошюрами на темы религии и пацифизма.